# Villamalea
Villamalea là một đô thị ở tỉnh Albacete nằm ở cộng đồng tự trị Castile-La Mancha của Tây Ban Nha. Đô thị Vilagrassa có diện tích là 127,99 ki-lô-mét vuông, dân số năm 2009 là 4024 người với mật độ 31,44 người/km². Đô thị Vilagrassa có cự ly 51 km so với tỉnh lỵ Albacete.